# Barranc de la Gessera (Senterada)
El barranc de la Gessera, anomenat barranc de Comadars a la part alta del seu recorregut, és un barranc afluent del Flamisell. Discorre íntegrament pel terme de Senterada, al Pallars Jussà, però a prop del límit amb l'antic terme de la Pobleta de Bellveí, del terme actual de la Torre de Cabdella.
Es forma a la Costa de Barrusca, a la Font Freda, a 1.200 m. alt., des d'on davalla de primer cap al nord-oest, per després inflexionar cap a l'oest. A dos terços del seu recorregut, el barranc passa pel costat sud de la Gessera de Comadars, lloc des d'on és conegut amb el nom de barranc de la Gessera, ja fins al moment que s'aboca en el Flamisell, a l'extrem nord-est de Senterada i al costat sud del Càmping Senterada.